# Lucas Cunha
Lucas de Souza Cunha, noto semplicemente come Lucas Cunha (Três Lagoas, 23 gennaio 1997), è un calciatore brasiliano, difensore dello Sport Recife in prestito dal RB Bragantino.

## Caratteristiche tecniche
È un difensore centrale.

## Carriera

### Club
Con la seconda squadra del Braga ha disputato 32 partite nella seconda serie portoghese.

### Nazionale
Con la nazionale Under-20 brasiliana ha preso parte al campionato sudamericano Under-20 2017, scendendo in campo in 4 match.

## Statistiche

### Presenze e reti nei club
Statistiche aggiornate al 1º giugno 2025.
| Stagione             | Squadra              | Campionato           | Campionato | Campionato | Coppe nazionali | Coppe nazionali | Coppe nazionali | Coppe continentali | Coppe continentali | Coppe continentali | Altre coppe | Altre coppe | Altre coppe | Totale | Totale | Totale |
| Stagione             | Squadra              | Comp                 | Pres       | Reti       | Comp            | Pres            | Reti            | Comp               | Pres               | Reti               | Comp        | Pres        | Reti        | Pres   | Reti   |        |
| -------------------- | -------------------- | -------------------- | ---------- | ---------- | --------------- | --------------- | --------------- | ------------------ | ------------------ | ------------------ | ----------- | ----------- | ----------- | ------ | ------ | ------ |
| 2015-2016            | Braga B              | LdH                  | 9          | 0          | -               | -               | -               | -                  | -                  | -                  | -           | -           | -           | 9      | 0      |        |
| 2016-2017            | Braga B              | LdH                  | 23         | 1          | -               | -               | -               | -                  | -                  | -                  | -           | -           | -           | 23     | 1      |        |
| 2017-2018            | Braga B              | LdH                  | 30         | 0          | -               | -               | -               | -                  | -                  | -                  | -           | -           | -           | 30     | 0      |        |
| 2018-2019            | Braga B              | LdH                  | 2          | 0          | -               | -               | -               | -                  | -                  | -                  | -           | -           | -           | 2      | 0      |        |
| Totale Braga B       | Totale Braga B       | Totale Braga B       | 64         | 1          |                 | -               | -               |                    | -                  | -                  |             | -           | -           | 64     | 1      |        |
| 2019-gen. 2020       | Braga                | PL                   | 2          | 0          | CP+CdL          | 0               | 0               | UEL                | 1                  | 0                  | -           | -           | -           | 3      | 0      |        |
| gen.-giu. 2020       | Estoril Praia        | PL                   | 3          | 0          | CP+CdL          | -               | -               | -                  | -                  | -                  | -           | -           | -           | 3      | 0      |        |
| 2020-2021            | Celta Vigo B         | SDB                  | 18+6       | 0          | -               | -               | -               | -                  | -                  | -                  | -           | -           | -           | 24     | 0      |        |
| 2021-2022            | Gil Vicente          | PL                   | 32         | 2          | CP+CdL          | 2+2             | 0               | -                  | -                  | -                  | -           | -           | -           | 36     | 2      |        |
| 2022-gen. 2023       | Gil Vicente          | PL                   | 15         | 0          | CP+CdL          | 1+3             | 0+2             | UECL               | 4                  | 0                  |             | -           | -           | 23     | 2      |        |
| Totale Gil Vicente   | Totale Gil Vicente   | Totale Gil Vicente   | 47         | 2          |                 | 8               | 2               |                    | 4                  | 0                  |             | -           | -           | 59     | 4      |        |
| 2023                 | RB Bragantino        | A1/SP+A              | 9+1        | 0          | CB              | 2               | 0               | CS                 | -                  | -                  | -           | -           | -           | 12     | 0      |        |
| 2024                 | RB Bragantino        | A1/SP+A              | 9+11       | 0          | CB              | 2               | 0               | CL+CS              | 3+4                | 0                  | -           | -           | -           | 29     | 0      |        |
| gen.-feb. 2025       | RB Bragantino        | A1/SP+A              | 4+0        | 0          | CB              | -               | -               | -                  | -                  | -                  | -           | -           | -           | 4      | 0      |        |
| Totale RB Bragantino | Totale RB Bragantino | Totale RB Bragantino | 22+12      | 0          |                 | 4               | 0               |                    | 7                  | 0                  |             | -           | -           | 45     | 0      |        |
| 2025                 | Sport Recife         | A1/PE+A              | 3+6        | 0          | CB              | 0               | 0               | -                  | -                  | -                  | CDN         | 2           | 0           | 11     | 0      |        |
| Totale carriera      | Totale carriera      | Totale carriera      | 183        | 3          |                 | 12              | 2               |                    | 12                 | 0                  |             | 2           | 0           | 209    | 5      |        |